# Dead Space 3
 (mai 2014).
Si vous disposez d'ouvrages ou d'articles de référence ou si vous connaissez des sites web de qualité traitant du thème abordé ici, merci de compléter l'article en donnant les références utiles à sa vérifiabilité et en les liant à la section « Notes et références ».
Dead Space 3 est un jeu vidéo de type survival horror sorti le 8 février 2013 et développé par Visceral Games. Il s'agit de la suite de Dead Space 2,.

## Synopsis
L'histoire débute en 2514, trois ans après la fin des événements narrés dans Dead Space 2. Isaac vit reclus, caché à la fois du gouvernement — qui cherche à accaparer les secrets du Monolithe enfouis dans son esprit — et des unitologues, qui le considèrent comme hérétique. Des militaires, l'équipe du capitaine Norton, retrouvent toutefois sa trace et l'informent qu'Ellie a pris part à une mission à laquelle Isaac avait refusé de participer, qui vise à décoder les secrets d'un Monolithe trouvé sur Tau Volantis, une des colonies humaines souveraines. Mais Ellie n'a plus donné signe de vie depuis plusieurs jours, après avoir lancé un appel de détresse depuis son vaisseau, en orbite autour de la planète. Isaac se lance à sa recherche accompagné de Norton.

## Personnages
- Isaac Clarke
- Ellie Langford
- John Carver
- Jacob Arthur Danik
- Robert Norton
- Jennifer Santos
- Austin Buckell

## Système de jeu
Dead Space 3 est un survival horror se présentant sous la forme d'un jeu de tir à la troisième personne, c'est-à-dire que le joueur voit son personnage en vue de dos, mais qu'il est également possible de tourner la caméra pour le voir de dessus ou de face. La plupart des armes disponibles dans le jeu (plus d'une trentaine), sont modifiables et se fabriquent grâce à un établi. De plus, il est possible de mettre des accessoires secondaires sur les armes : ainsi, les armes sont « 2 en 1 » ; par exemple, il est possible d'avoir une arme faisant à la fois fusil à pompe et lance-grenade incendiaire, cutter plasma ou autre trancheurs électriques et déchireurs.
Il est aussi possible d'ajouter des modules sur les armes qui peuvent, soit, améliorer l'efficacité des kits de soin, protéger des explosions causées par ses propres armes explosives comme le lance-roquettes, ajouter des dégâts acides ou incendiaires à une arme, etc. Toutes les armes sont fabriquées intégralement à l'exception du lance-sonde, une des armes les plus puissantes du jeu. Des améliorations sont également disponibles, permettant d'augmenter la capacité des chargeurs, la cadence de tir, les dégâts ou encore la vitesse de rechargement des armes.
Il est également possible de construire des chargeurs, débloquer plusieurs armures différentes et améliorer l'armure de façon très significative.
Le joueur dispose de deux pouvoirs majeurs : la psychokinèse, permettant d'activer des moteurs, de rétablir le courant, d'ouvrir certaines portes, de connecter des pièces de vaisseaux spatiaux entre elles… ; et la stase, ralentissant les déplacements des ennemis, parfois de certains tirs.

## Développement
Awakened est un DLC se déroulant juste après la fin de Dead Space 3, apportant environ deux heures de jeu supplémentaires et de nouveaux ennemis.

## Accueil

### Critique
- Canard PC : 5/10[4]
- Destructoid : 8/10[5]
- Edge : 7/10[6]
- Eurogamer : 7/10[7]
- Game Informer : 9,75/10[8]
- Gamekult : 5/10[9]
- GameSpot : 8/10[10]
- IGN : 7,8/10[11]
- Jeuxvideo.com : 16/20[12]
- Joystiq : 4,5/5[13]
- Polygon : 9,5/10[14]

### Ventes
Le seuil de rentabilité du jeu était fixé par Electronic Arts à 5 millions d'exemplaires. Ce seuil n'a pas été atteint et la suite en projet a été annulée.